# Лансана Конте
Вижте пояснителната страница за други личности с името Конте.
Лансана Конте (на френски: Lansana Conté) е вторият президент на Гвинея (5 април 1984 – 22 декември 2008).

## Ранни години и служба във Френската армия
Лансана Конте се ражда през 1934 година в семейство от народността сусу. По вероизповедание е мюсюлманин. След като изучава Корана, постъпва в начално училище в Дубрека. На 14 години чрез конкурс получава военно-техническо обучение в Бержевил (Бряг на слоновата кост) и Сен Луи (Сенегал). Първата си военна диплома получава през 1957 година. От 1 юни 1955 година е зачислен във Френската армия. Воюва в Алжир (от 1957 година) и получава звание сержант.

## Военна кариера
На 1 юли 1963 година получава звание младши лейтенант. На 1 юли 1965 година – лейтенант. На 1 май 1968 година е назначен за командир на рота в Гаоле. На 27 февруари 1971 година за изключителните си заслуги пред нацията е повишен в звание капитан. На 10 май 1975 година е назначен за началник-щаб на сухопътните сили на Гвинея. На 28 септември 1977 година е повишен в звание майор, а на 1 март 1982 година – полковник.

## Управление
След като Ахмед Секу Туре умира на 3 април 1984, в Гвинея е извършен безкръвен военен преврат начело с Лансана Конте.